# Fuglen der kunne spå
Fuglen der kunne spå er en dansk børnefilm fra 2007, der er instrueret af Katia Forbert Petersen og Annette Mari Olsen.

## Handling
Sajad er ti år gammel og bor sammen med sin mor og søskende i Isfahan i Iran. Hans højeste ønske er en fugl, der kan hjælpe ham med at sælge Hafez' spådomme til forbipasserende foran moskeen, så han kan tjene penge til sin familie, til mad og til at gå i skole.